# Jardins de l’Avenue Foch
Die Jardins de l’Avenue-Foch bilden die Grünanlagen zu beiden Seiten der Avenue Foch im 16. Arrondissement von Paris.

## Lage und Namensursprung

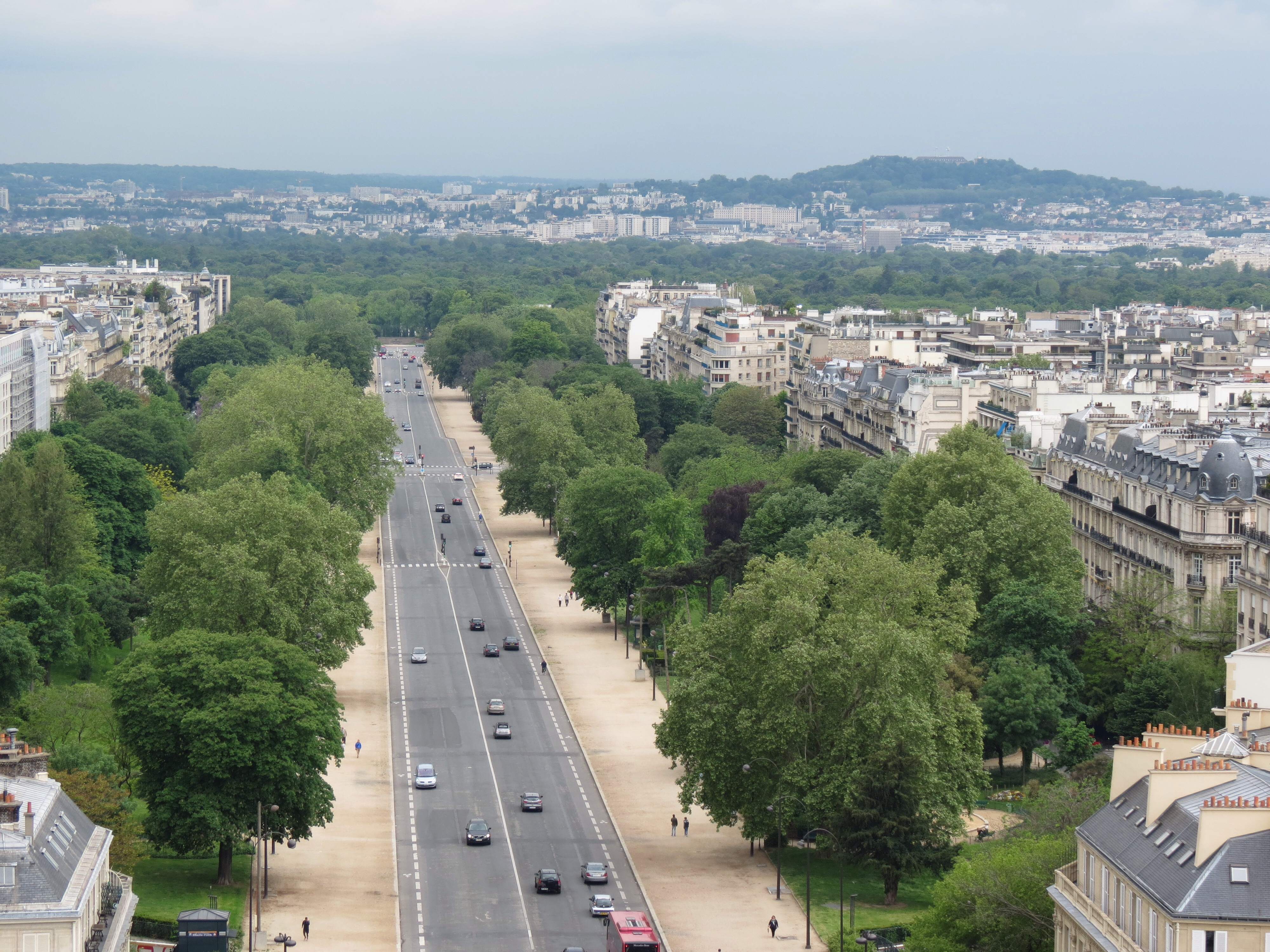
Die Alleen zu beiden Seiten des Avenue Foch

Die Avenue Foch hat an den Seiten Alleen, die man die „Gärten der Avenue Foch“ nennt. Sie trennen die Häuserfront von der viel befahrenen Straße. 

## Geschichte
Die Anlage ist 1854 auf Anregung Napoléon III von Adolphe Alphand (1817–1891) geschaffen worden und ist zur gleichen Zeit entstanden wie die Avenue Foch. Die Straße erhielt ihren heutigen Namen jedoch erst 1929; vorher nannte man sie Avenue de l’Impératrice, Avenue du Général Ulrich, Avenue du Bois de Boulogne. Die Pariser feine Gesellschaft hat diese Art des Straßenbaus sofort angenommen, so dass an ihren Rändern Villen und großartige Stadthäuser entstanden.
Etwa 4000 Bäume wurden hier angepflanzt, die aus Frankreich, Deutschland, Belgien und Algerien stammen. Heute werden etwa 600 davon als Hundertjährige bezeichnet: Gewöhnliche Rosskastanie (1852 gepflanzt), Catalpa, Kaukasische Zelkove, Platanen (eine von 1852 und eine von 1853).
Bei den Hausnummern 17 und 22 (bei der Rue Chalgrin) steht eine Skulptur zu Ehren von Jean-Charles Alphand, die vom Bildhauer Jules Dalou und Architekten Jean-Camille Formigé stammt.
Mehrere Abschnitte der Alleen zollen weiteren Persönlichkeiten Tribut:
- Zwischen den Nummern 84 und 92: Widerstandskämpfer Pierre Brossolette, der hier starb.
- Zwischen den Nummern 49 und 61: Schauspielerin Ingrid Bergman
- Zwischen den Nummern 46 und 50: Journalistin Isabelle Eberhardt
- Zwischen den Nummern 61 und 71: Schriftstellerin Nina Berberova
- Zwischen den Nummern 70 und 82: Schauspielerin Marie-France Pisier
- Zwischen den Nummern 73 und 77: Schauspieler Jean Seberg

Da die Gärten nicht eingezäunt sind, sind sie rund um die Uhr zugänglich. Es gibt einen Trinkwasserbrunnen, einen Pique-Nique-Platz und einen Kinderspielplatz.

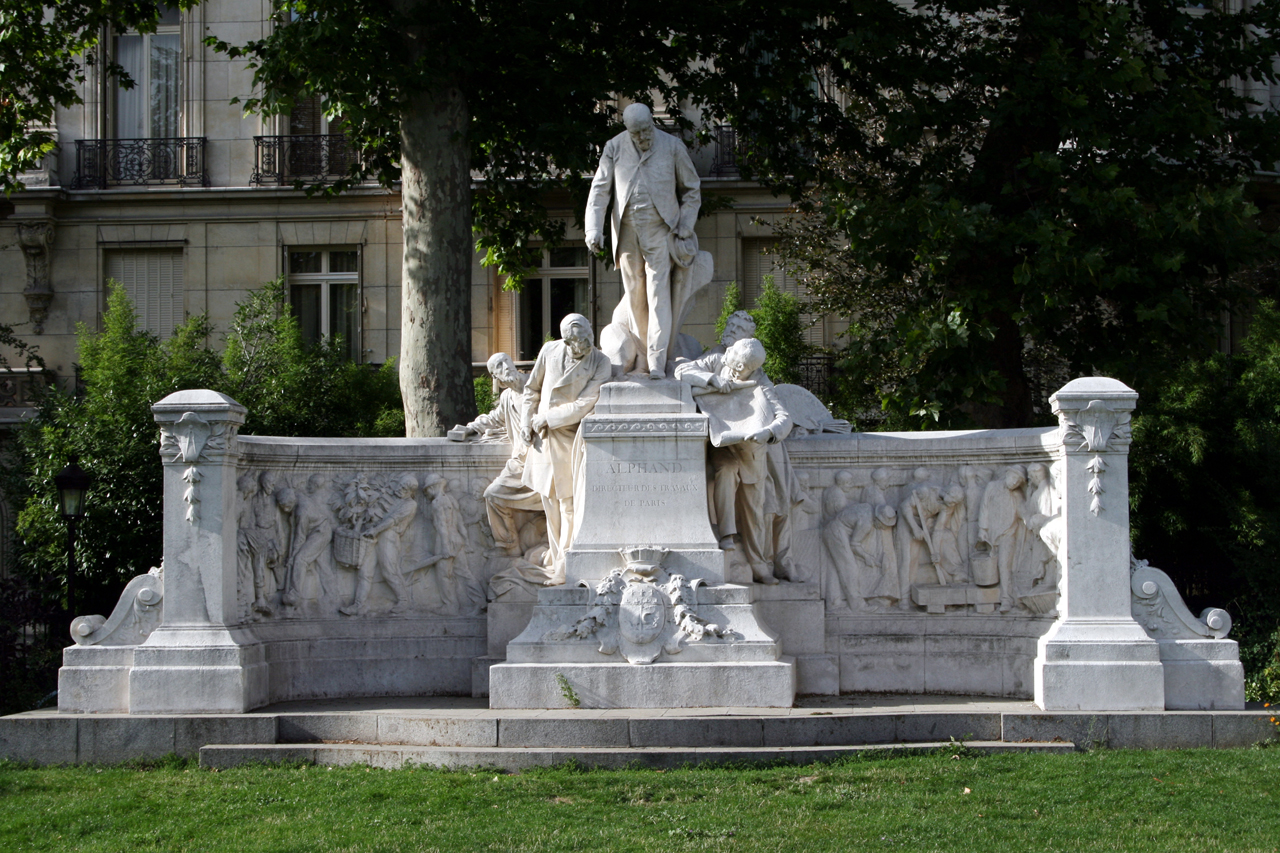
Denkmal für Adolphe Alphand
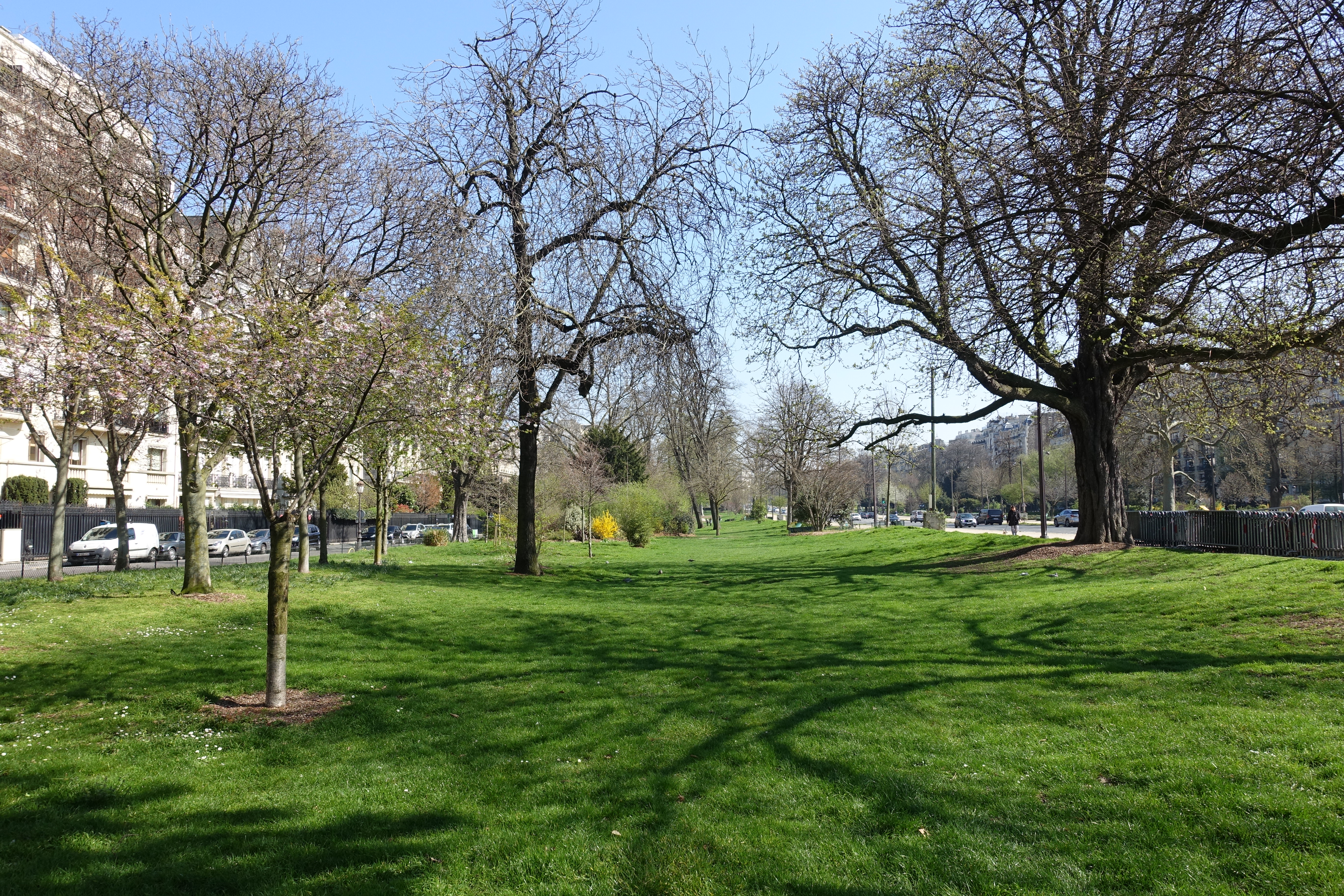
Rasen
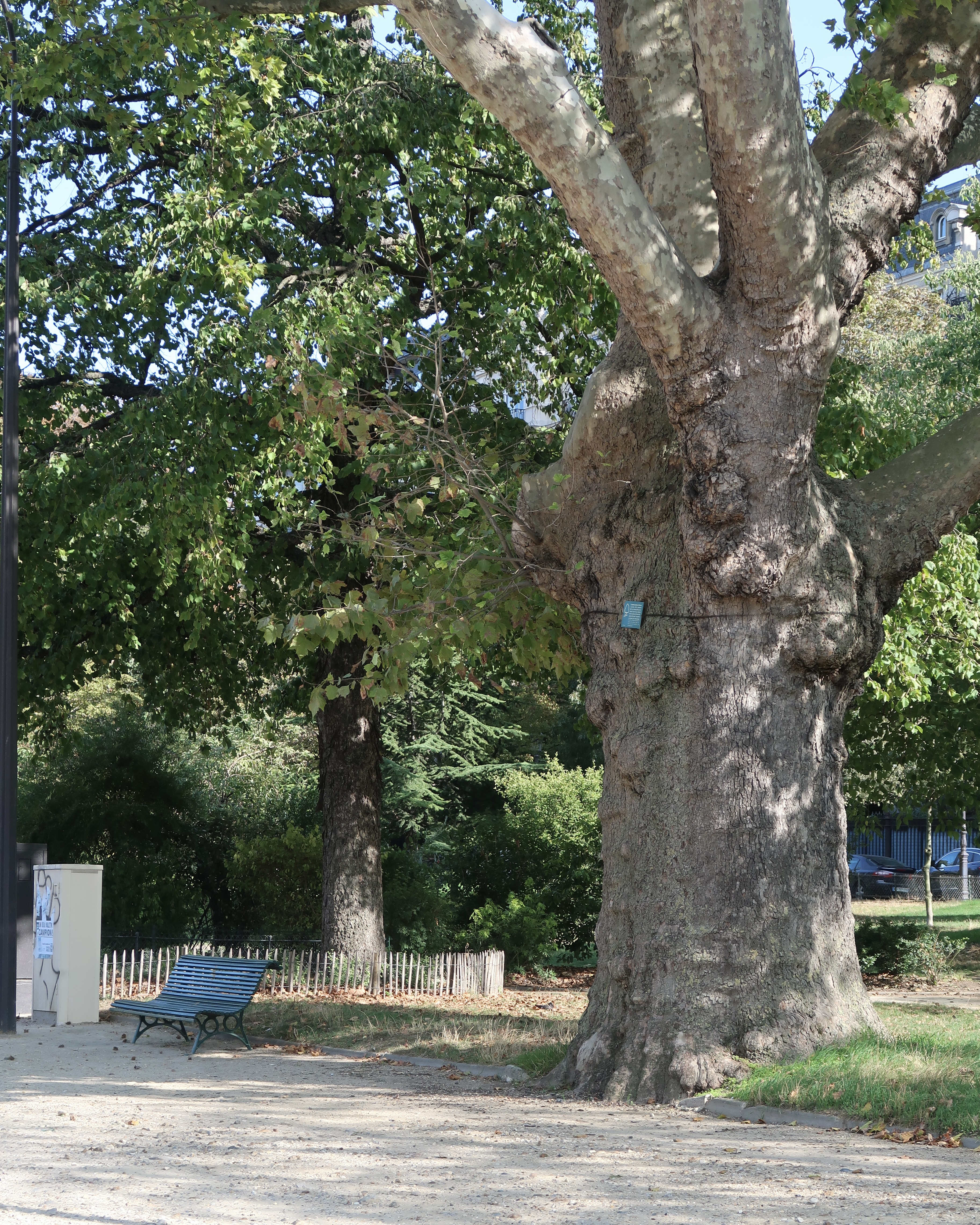
Platane, gepflanzt 1852
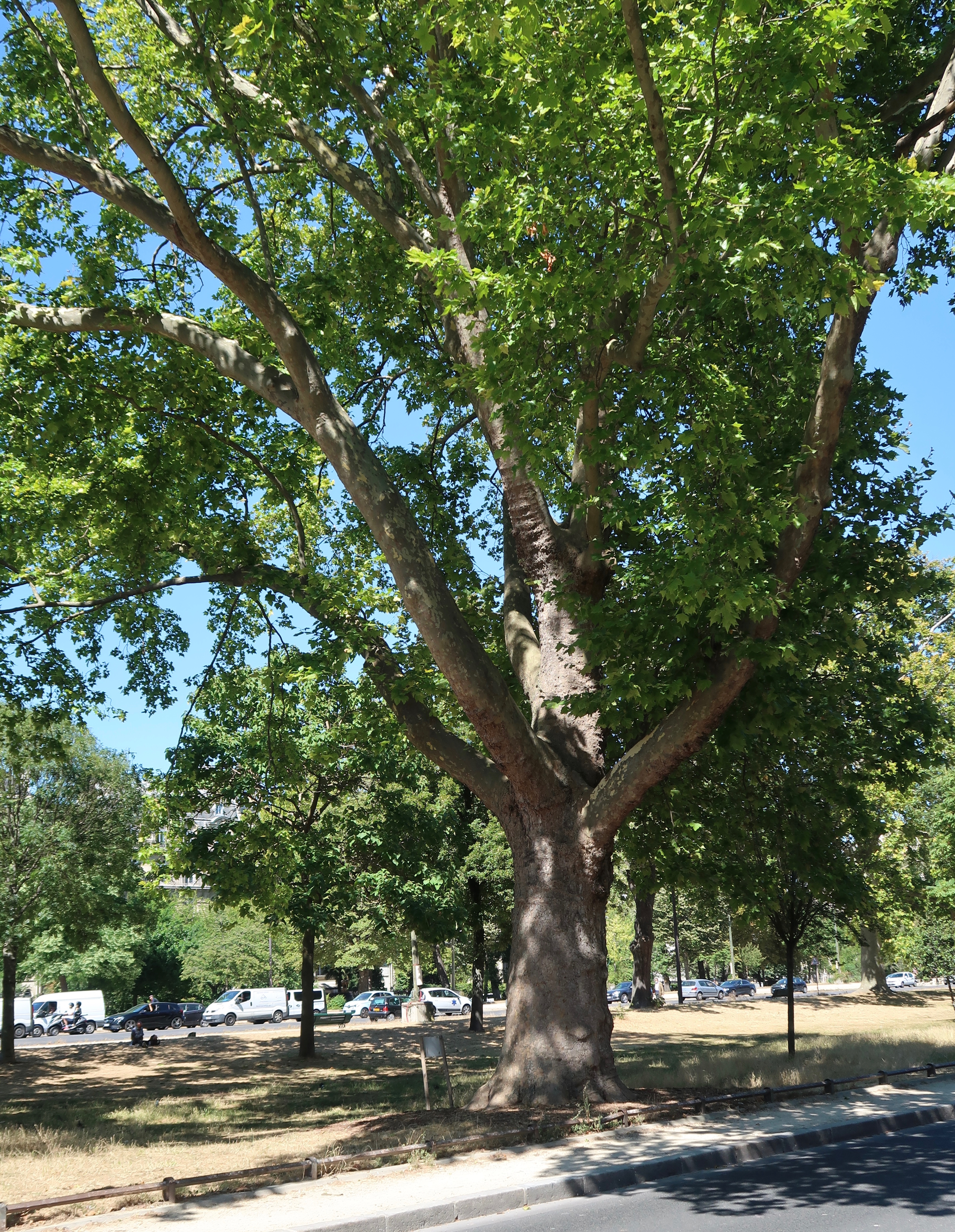
Platane, gepflanzt 1853
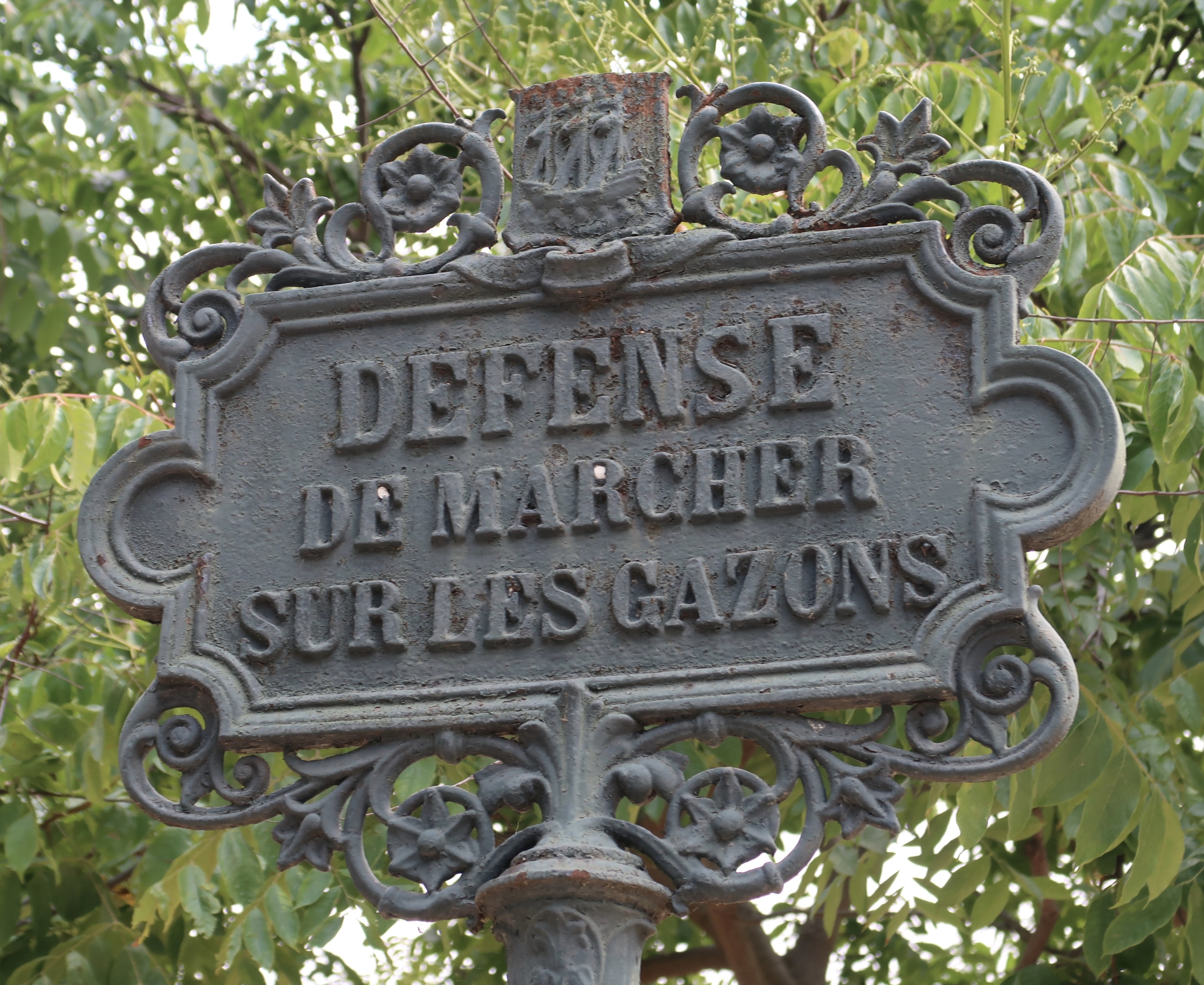
Altes Schild Rasen betreten verboten
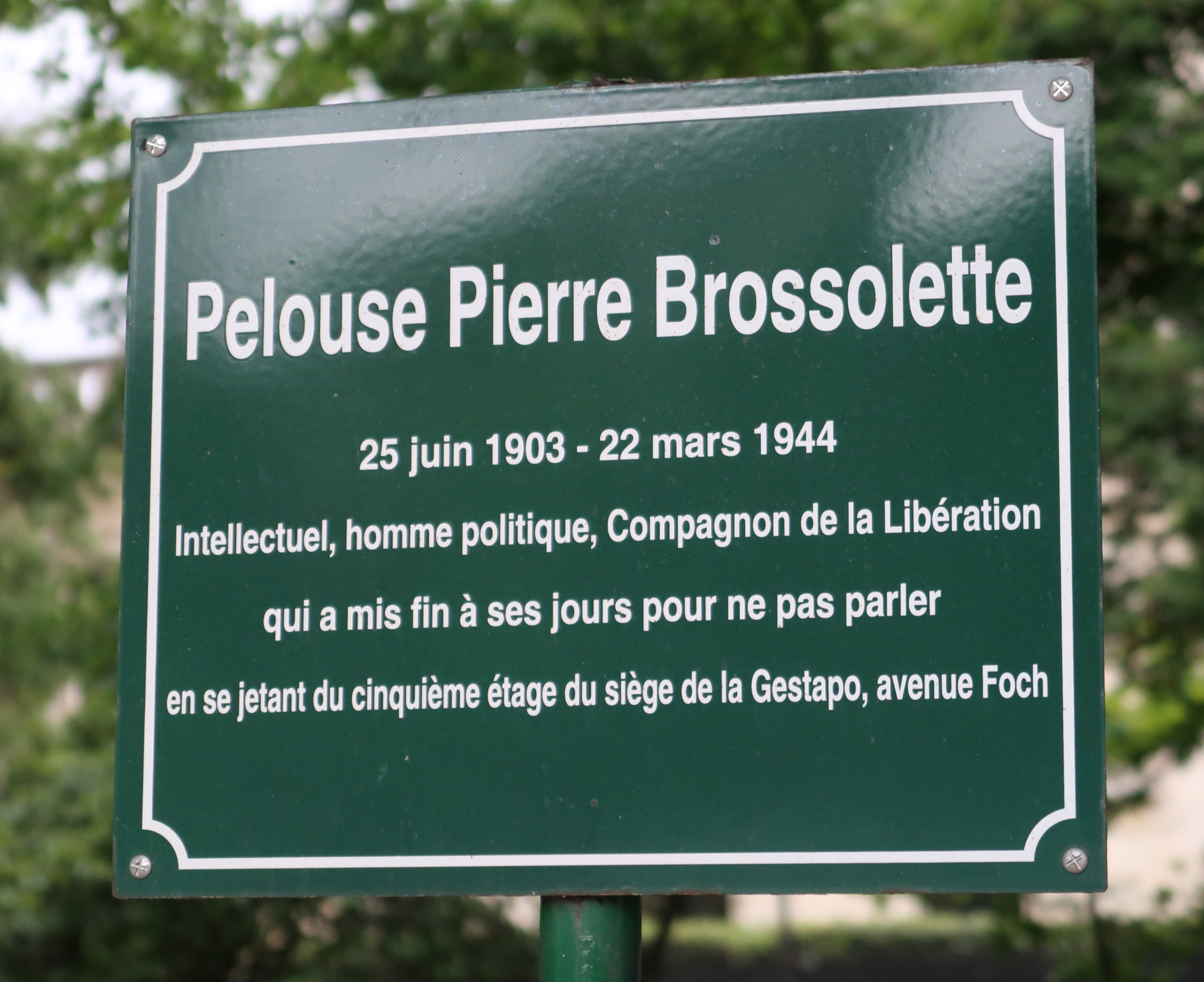
Tafel für Pierre Brossolette.